# Odile Renaud-Basso
Odile Renaud-Basso (nascuda el 2 de juny de 1965) és una funcionària francesa que ha estat servint com a presidenta del Banc Europeu per a la Reconstrucció i el Desenvolupament des de 2020. Del 2016 al 2020, va servir com a cap de la Direction générale du Trésor.
Del 2018 al 2020, va servir com a vicepresidenta del Comitè Econòmic i Financer de la Unió Europea.